# Kallirhoé (Mysliveček)
Kallirhoé (v italském originále La Calliroe) je italská opera ve třech dějstvích českého skladatele Josefa Myslivečka na libreto italského básníka Mattea Veraziho, založené na řeckých bájích o najádě Kallirhoé. Tato opera (a všechny ostatní Myslivečkovy opery) náleží k žánru vážné opery nazývanému v italštině opera seria.

## Vznik a historie díla
Opera Kallirhoé byla poprvé uvedena v neapolském divadle Teatro San Carlo dne 30. května 1779 na oslavu jmenin neapolského krále Ferdinanda. Kallirhoé byla první opera, kterou Mysliveček složil po návratu do Itálie z Mnichova, kde se zdržel několik měsíců, aby se zotavil z operace, jež byla vynucena jeho chorobou a jež jej zanechala se zohaveným obličejem. Mysliveček využil svého postavení skladatele, jenž v poslední dekádě složil nejvíce oper pro jeviště divadla Teatro San Carlo, a zajistil pro premiéru své nové opery Kallirhoé angažmá nejlepších zpěváků, kteří vystoupili v jeho opeře Aetius v Mnichově roku 1777. V dopise svému otci z 11. října 1777 Wolfgang Amadeus Mozart popisuje, jak se mu Mysliveček vychloubal svou schopností ovlivnit výběr zpěváků v Teatro San Carlo. V obsazení se nacházel mimo jiné slavný kastrát Luigi Marchesi, skladatelův blízký profesní spolupracovník, jehož kariéře v kritickém místě pomohl Myslivečkův zásah. Poté, co se objevil v Myslivečkových operách Kallirhoé a Olympiáda následujícího podzimu, mohl Marchesi zaujmout trvalé místo jako jeden z předních zpěváků Itálie. Kallirhoé byla přijata velmi příznivě neapolskou hudební veřejností a stala se jednou z nejúspěšnějších oper mezi oněmi devíti, které Mysliveček složil pro Teatro San Carlo. Byla záhy převzata pro inscenace v Pise a Pontremoli na jaře roku 1779 a v Sieně v létě téhož roku.

## Osoby a první obsazení
| Osoba                | Hlasový obor     | Premiéra (30. května 1778)            |
| -------------------- | ---------------- | ------------------------------------- |
| Agrikanés (Agricane) | tenor            | Giovanni Ansani                       |
| Kallirhoé (Calliroe) | soprán           | Giuseppa Maccherini Ansani            |
| Tarsilés (Tarsile)   | soprán (kastrát) | Luigi Marchesi                        |
| Arsakés (Arsace)     | soprán (kastrát) | Pietro Muschietti                     |
| Brikestis (Briceste) | soprán           | Gertrude Flavis                       |
| Sidonios (Sidonio)   | soprán           | Antonia Rubinacci (v kalhotkové roli) |